# 宮竹町 (浜松市)
宮竹町（みやたけちょう）は静岡県浜松市中央区の町名。丁番を持たない単独町名である。住居表示未実施。

## 地理
浜松市中央区の中東部に位置する。東で和田町、西で西塚町・神立町・子安町、南で大蒲町、北で上西町と接する。

### 学区
小学校・中学校の学区は以下の通りである。
- 浜松市立蒲小学校
- 浜松市立丸塚中学校

## 歴史

### 沿革
- 1876年（明治9年） - 宮竹村が宮竹新屋村を編入する[書籍 1]。
- 1889年（明治22年）4月1日 - 町村制の施行により、長上郡宮竹村が周辺の村と合併して長上郡蒲村となる[WEB 8]。旧村名は蒲村の大字として残る[書籍 2]。
- 1896年（明治29年）4月1日 - 郡制の施行により、蒲村の所属郡が浜名郡に変更となる。
- 1939年（昭和14年）7月1日 – 蒲村が浜松市に編入される。
- 2007年（平成19年）4月1日 - 浜松市が政令指定都市となる。宮竹町は東区の一部となる。
- 2024年（令和6年）1月1日 - 浜松市の行政区再編により、宮竹町は中央区の一部となる。

## 施設
- 浜松スポーツセンター

## 交通

### バス
- 遠鉄バス75・76笠井線：（浜松駅 方面 - ）宮竹西 - 宮竹（ - 笠井上町 方面）

### 道路
- 国道152号
- 静岡県道312号中野子安線（東海道）
- 浜松市道中野町三方原線（柳通り）

## その他

### 警察
警察の管轄区域は以下の通りである。
| 番・番地等 | 警察署       | 交番・駐在所 |
| ---------- | ------------ | ------------ |
| 全域       | 浜松東警察署 | 蒲交番       |

### 消防
消防の管轄区域は以下の通りである。
| 番・番地等 | 消防署   | 本署/出張所 |
| ---------- | -------- | ----------- |
| 全域       | 東消防署 | 本署        |

### 書籍
1. ↑  『浜松市史 三』浜松市役所、1980年3月26日、21頁。
2. ↑  『浜松市史 三』浜松市役所、1980年3月26日、176頁。

### WEB
1. ↑  “h02_22.csv”.   総務省 (2022年2月10日). 2024年7月22日閲覧。
2. ↑  “chuouku_menseki.xlsx”.   浜松市 (2024年3月12日). 2024年7月22日閲覧。
3. ↑  “静岡県 浜松市中央区 宮竹町の郵便番号 - 日本郵便”.   日本郵便. 2025年2月15日閲覧。
4. ↑  “市外局番の一覧”.   総務省 (2022年3月1日). 2024年7月22日閲覧。
5. ↑  “事業所案内及び管轄地域（事務所3件、分室3件）”.   一般社団法人静岡県自動車会議所. 2024年7月22日閲覧。
6. ↑  “住居表示実施状況／浜松市”.   浜松市 (2024年1月4日). 2024年7月22日閲覧。
7. ↑  “学校名から探す／浜松市”.   浜松市 (2024年1月1日). 2024年7月22日閲覧。
8. ↑  “historyofcities.pdf”.   静岡県総務部合併推進室・財団法人静岡県市町村振興協会. 2024年9月24日閲覧。
9. ↑  “蒲交番｜静岡県警察”.   静岡県警察 (2024年1月1日). 2024年7月22日閲覧。
10. ↑  “消防署の町別管轄「み」／浜松市”.   浜松市 (2024年3月21日). 2024年7月22日閲覧。